# Shōtōkai
Shotokai (松濤會 Shōtōkai?) es una asociación de Karate-Do japonesa creada en 1935 por Gichin Funakoshi, y desarrollada por el maestro Shigeru Egami con el fin de organizar la logística necesaria para poner en funcionamiento un Dojo central en Tokio para la práctica del Karate-Do, como arte marcial formativo no competitivo.

## Historia
En 1951 se reorganiza la asociación Shotokai con el fin de agrupar a aquellos maestros y practicantes que no estaban asociados a ninguna de las universidades donde se enseñaba el karate-Do del maestro Gichin Funakoshi, esto porque las universidades eran muy excluyentes. En 1956 se establece al Shotokai de forma oficial.
En occidente se conoce al Shōtōkai y al Shotokan divulgado por la JKA ( Japan Karate Association / Asociación Japonesa de Karate ) como variantes del estilo del maestro Funakoshi, que poseen similitudes en su forma pero notables diferencias respecto a la práctica y filosofía del karate - Do como arte marcial, o como deporte de combate. En el Japón se considera a los dos nombres como sinónimos del shotokai, siendo shotokai la organización (kai) de Shoto (seudónimo del maestro Funakoshi) y shotokan la casa o dojo (kan) de Funakoshi (Shoto). Por lo tanto en Japón el nombre Shotokan está asociado al Dojo central de la organización Shotokai. Lo que en occidente es conocido como el ¨estilo¨ Shotokan en Japón es conocido como la Kyokai o JKA o (Japan Karate Association/ Asociación Japonesa del karate), organización y variante estilística más popular del karate Shotokan, difundida ampliamente en occidente por el reconocido maestro Nakayama después de la Segunda Guerra Mundial (1939- 1945). De la JKA surgieron a la vez numerosas asociaciones y variantes propuestas por varios de los maestros graduados de su reconocido programa de instructores. Algunas de estas en la actualidad son: KDS del Maestro Mitsusuke Harada, la SKIF del maestro Hirokazu Kanazawa, ITKF del fallecido Maestro Nishiyama, la KWF del maestro Yahara, la SKA del maestro Oshima, ASAI del maestro Asai y muchas otras.  
En 1957, tras la muerte del fundador, el maestro Oshima quien fuera el traductor de las obras del maestro Funakoshi al idioma inglés, hereda a la asociación Shotokai los nombres Shotokai, Shotokan, su mon (emblema) personal y sus escritos. [cita requerida] Tras esto los maestros Shigeru Egami (hasta su muerte en 1981) y Genshin Hironishi fueron los principales impulsores de la asociación Shotokai.

## Diferencias con el Estilo Shotokan
Las diferencias técnicas con el estilo Shotokan divulgado por el maestro Nakayama de la JKA, y otras asociaciones no son demasiado notorias, pues se conservan las posiciones bajas, las patadas altas, los bloqueos en ángulo, los golpes penetrantes, la torsión mecánica, y la preferencia por la distancia larga, tomado de la influencia del arte moderno del sable japonés o kendo. Sin embargo, los cambios encontrados en el Shotokai se basan principalmente en el resultado de los estudios del maestro Egami sobre el Tsuki (técnica de puño), quien llega a la conclusión de que el uso del makiwara (tabla de golpeo) es innecesario, favoreciendo la adopción de la técnica conocida como nakadaka-ken (golpe con los nudillos de los dedos), por considerarla más efectiva en contra del cuerpo humano, pues en su consistencia es bastante más flexible que el mencionado makiwara.  A partir de este concepto, sí son visibles diferencias con el estilo Shotokan más conocido, pues en el Shotokai el kihon (práctica individual de las técnicas básicas ) es aparentemente más suave y flexible, mientras que en otras escuelas de karate es mucho más explosivo.
Otra de las diferencias a notar se encuentra en el hecho de que mientras que los maestros de las diferentes variantes del estilo Shotokan continuamente modifican, amplían o incluyen katas de otros estilos de karate, o con base en su propia experiencia e influencias marciales, en las escuelas asociadas a la Shotokai se continúa con la práctica de los (15) katas iniciales divulgados en sus obras por el maestro Gichin Funakoshi, sin mayores variaciones.

## Colores de cinta
1. Blanco
2. Amarillo
3. Naranja
4. Verde
5. Azul (3 niveles)
6. Marrón (3 niveles)
7. Negro (sempais y sensei)